# 玉野市歌
「玉野市歌」（たまのしか）は、岡山県玉野市が制定した市歌である。作詞・壺井繁治、作曲・関忠亮。
本記事では、市歌と同時に制定された市民音頭「玉野音頭」についても解説する。

## 解説
1950年（昭和25年）の市制10周年を記念し、市民音頭「玉野音頭」と併せて制定された。市歌・市民音頭のいずれも懸賞募集に拠らず市歌は作詞を詩人の壺井繁治、作曲を声楽家の関忠亮に、音頭は作詞・作曲ともソングライターの三木鶏郎に依頼したものである。
歌詞は全6番と戦後に作られた自治体歌としては長大なもので、かつ全文が平仮名で書かれている点が特徴。「玉野音頭」の方が短期間で演奏されなくなったのに対して「非常に荘重であり、むしろ儀式用というべきもの」を志向して作られた市歌は市が主催する式典の際に必ず演奏することとされ、これは平成後期においても継続している。2022年（令和4年）には市のYouTubeチャンネルで市制60周年記念式典において斉唱された市歌の公式音源が公開された。
玉野市に関連する楽曲としては市歌と「玉野音頭」の他に、1970年（昭和45年）の市制30周年を記念して水前寺清子の歌唱でクラウンレコードから発売された市民愛唱歌「花咲く玉野」「明るい玉野」、1990年（平成2年）に市制50周年を記念し新市民音頭として作成された「玉野いきいき音頭」がある。

## 玉野音頭
「玉野市歌」と同日に選定された「玉野音頭」（たまのおんど）は、作詞・作曲とも三木鶏郎に依頼して作成された楽曲である。
ところが、三木は当時NHKラジオで全国放送されていた『日曜娯楽版』内の「冗談音楽」コーナーにおいて、この「玉野音頭」の旋律を流用して新たに歌詞を付けた様々な楽曲を公開し、地元以外ではそうした事情が知られなかったが故に「玉野音頭」が「冗談音楽」の替え歌であるかのように錯覚されることが多かったと1972年（昭和47年）刊の『玉野市史』続編において回顧されている。そのため、市歌が半世紀以上にわたり市の行事で歌い継がれたのとは対照的に「玉野音頭」は短期間で演奏されなくなった。
そのような経緯もあり20年後に奥野椰子夫の作詞、米山正夫の作曲で市制30周年記念歌として作られた「花咲く玉野」の振付が「玉野おどり」の別名で呼ばれ、市民音頭としての地位を獲得するような状況となっている。